# أخدود (جيولوجيا خارجية)

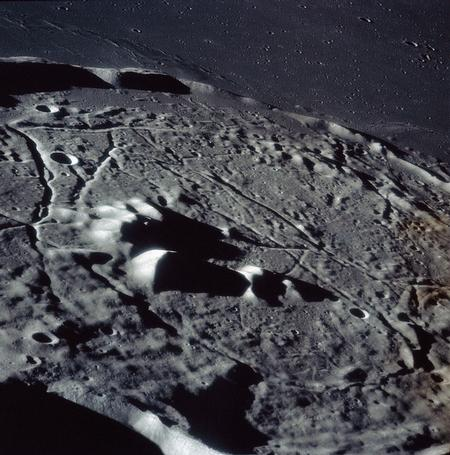
Rimae على سطح الفوهة البركانية القمرية غاسندي, من أبولو 16.

الأخدود أو الفَلَج أو الرِّيل (بالإنجليزية: Rille) (كلمة Rille أصلها ألماني)، وصف عام للانخفاضات الممتدة لمسافات على سطح القمر، التي تأخذ أشكال قنوات. قد يمتد الأخدود عموما لكيلومترات عرضا ومئات الكيلومترات طولا. المصطلح استعمل أيضا لوصف تضاريس مشابهة على عدد من كواكب النظام الشمسي بما فيها المريخ و الزهرة.

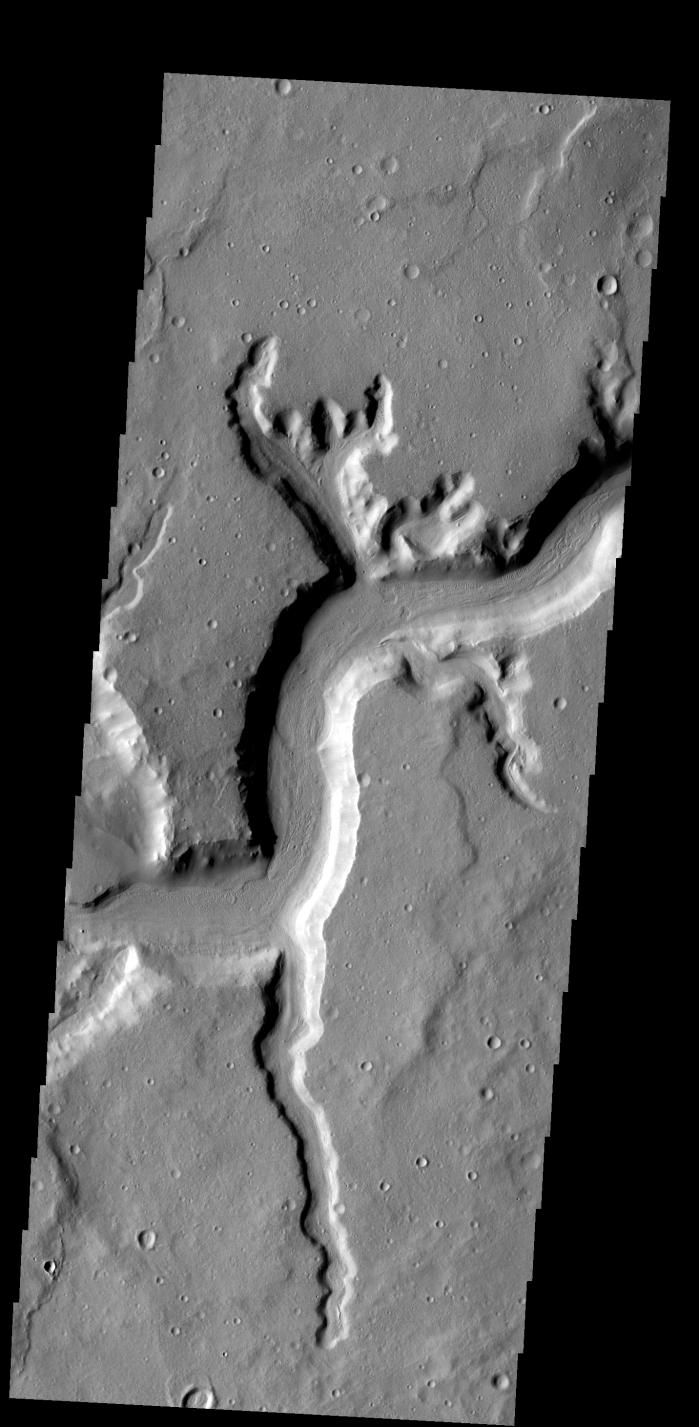
أخدود أودية مامر على سطح كوكب المريخ.

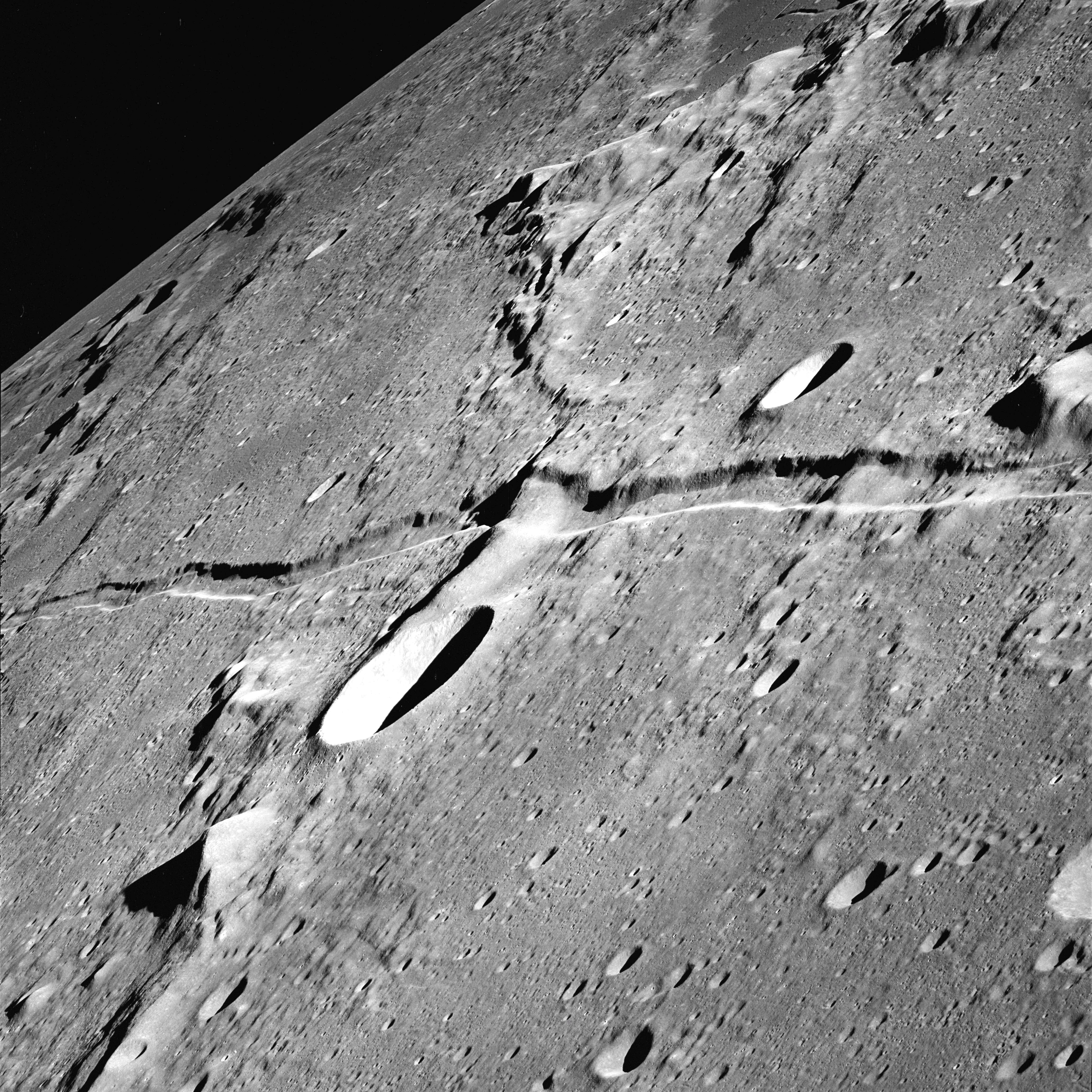
ريما أرياديوس تصنف على أنها أخدود مستقيم ومتفرع بطول 300 كم.

## التركيبات
توجد ثلاثة أنواع من الأخاديد على سطح القمر:
- أخاديد جيبية.
- أخاديد منحنية.
- أخاديد مستقيمة.

## التشكل
لم يتم التحقق بشكل دقيق بعد من آلية هذه الأخاديد. من المحتمل أن اختلاف الأنواع نشأ بسبب عمليات مختلفة. تقترح بعض أوجه التشابه بين الأخاديد القمرية والبنيات المشابهة الأخرى على الأجسام بأن هناك آليات مشتركة تتسبب بهذا على نحو واسع في النظام الشمسي.

## المعتقدات الإسلامية
يؤمن المسلمون بظاهرة انشقاق القمر، كأحد المعجزات التي أتى بها نبي الإسلام محمد . ويذهب الكثير إلى أن هذه الظواهر ما هي إلاّ برهانٌ قاطعٌ على صدق الحادثة قبل 1400 عام وتأكيدٌ على صحة القرآن الكريم من الأخطاء المنسوبة إليه. 